# Xanthorhoe mecoterma
Xanthorhoe mecoterma là một loài bướm đêm trong họ Geometridae.